# Jen Dawson
Jen Dawson (Sheffield, 15 ottobre 1979) è una modella, conduttrice televisiva e attrice britannica.

## Biografia
Jen fu scoperta dall'agenzia londinese Bookings nel 1996, quando aveva 17 anni. Ha collaborato con famosi fotografi, tra cui Steven Meisel e David LaChapelle (è la modella di copertina per il suo controverso libro Hotel LaChapelle), oltre che per le case Givenchy e Marc Jacobs e come testimonial per Fred Perry e Moschino. Sotto contratto con la Premier Model Management, ha girato spot pubblicitari per Samsung e Body Shop. Ha anche un videoblog, JenTV, dal quale mostra la sua vita come modella di successo.
Jen fu protagonista di uno scandalo nel febbraio 2008 quando, per il lancio del profumo Strip di Agent Provocateur, posò nuda nella finestra dei grandi magazzini Selfridges di Londra. Poco dopo partecipò al film Lady Behave di John Malkovich, in cui interpreta una poco di buono che, insieme ad un gruppo di amiche nelle stesse condizioni, si iscrive ad una scuola di galateo per giovani donne.
Dal 2017 è co-conduttrice del programma televisivo I Can Make You a Supermodel, ideato e condotto da Paul Fisher (agente di numerose modelle di fama mondiale, tra cui Naomi Campbell, Monica Bellucci e molte altre) sulla rete olandese RTL 5.

## Vita privata
Jen è nata dai coniugi Robert e Pamela Dawson. Ha un fratello maggiore di nome Robert.
L'11 giugno 2008 ha sposato il disc jockey inglese Virgil Howe, da cui ha avuto una figlia, Zuni, nel settembre 2012. La coppia si è separata nel 2015; Virgil morì l'11 settembre 2017.

## Filmografia
Cinema
- Lady Behave, regia di John Malkovich (2008)

Televisione
- I Can Make You a Supermodel (2017-)